# Gimme Back My Bullets
Gimme Back My Bullets  četvrti je studijski album američkog sastava Lynyrd Skynyrd.
Prvotno ime mu je bilo Ain't No Dowd About It, u čast producenta albuma.

## Popis pjesama

### Prva strana
1. "Gimme Back My Bullets" – 3:28
2. "Every Mother's Son" – 4:56
3. "Trust" – 4:25
4. "I Got the Same Old Blues"  – 4:08

### Druga strana
1. "Double Trouble" – 2:49
2. "Roll Gypsy Roll" – 2:50
3. "Searching" – 3:17
4. "Cry for the Bad Man" – 4:48
5. "All I Can Do Is Write About It" – 4:16

### Dodatne pjesme na izdanju iz 1999.
1. "Gimme Back My Bullets (uživo)" – 4:18
2. "Cry For The Bad Man (uživo)"  –  5:35

### Dodatne pjesme na izdanju iz 2006.
1. "Double Trouble" (uživo)
2. "I Got the Same Old Blues"
3. "Gimme Back My Bullets" (uživo) – 4:18
4. "Cry For The Bad Man" (uživo)  –  5:35
5. "All I Can Do Is Write About It" (Acoustic Version)
6. "Double Trouble" (uživo)

### Dodatne pjesme na DVD izdanju iz 2006.
1. "Double Trouble"
2. "I Ain't The One"
3. "Call Me The Breeze"
4. "I Got the Same Old Blues (uživo)"
5. "Every Mother's Son"
6. "Sweet Home Alabama"
7. "Free Bird"

## Osoblje
Lynyrd Skynyrd
- Ronnie Van Zant - glavni vokali
- Allen Collins – gitare
- Gary Rossington – gitare
- Billy Powell – klavijature
- Leon Wilkeson – bas-gitara, vokali
- Artimus Pyle – bubnjevi, udaraljke

Dodatni glazbenici
The Honkettes - prateći vokali
- Leslie Hawkins
- JoJo Billingsley
- Cassie Gaines